# Краснонивинська сільська рада
Краснони́винська сільська рада (рос. Краснонивинский сельский совет) — сільське поселення у складі Шадрінського району Курганської області Росії.
Адміністративний центр — село Красна Нива.
Населення сільського поселення становить 1810 осіб (2017; 1810 у 2010, 1998 у 2002).

## Склад
До складу сільського поселення входять:
| Населений пункт    | Населення, осіб (2002) | Населення, осіб (2010) |
| ------------------ | ---------------------- | ---------------------- |
| Красна Нива, село  | 1534                   | 1426                   |
| Макарово, присілок | 408                    | 339                    |
| Одіна, присілок    | 34                     | 38                     |
| Сімакова, присілок | 22                     | 7                      |